# 허승민 (작가)
허승민은 대한민국의 텔레비전 드라마 작가이다. 

## 드라마
- 2014년 TV조선 금,토,일 3부작 단막극 《파랑새는 있다》 ... 집필
- 2015년 TV조선 1부작 단막극 《위대한 이야기 - I.M.Father》 ... 집필
- 2018년 MBC 월화 미니시리즈 《사생결단 로맨스》 ... 집필
- 2024년 ~ 2025년 KBS2 수목 미니시리즈 《수상한 그녀》 ... 집필

## 영화
- 2012년 영화 《90분》 ... 공동각본